# Charitum Montes
Charitum Montes je pásemné pohoří na povrchu Marsu nalézající se jižně od Argyre Planitia a Nereidum Montes na jižní polokouli, kde zabírá přibližně 1 412 km.
Oblast byla pojmenována roku 1973 na základě snímků od sond Viking. Pozdější snímky ukázaly, že oblast je pod sezónními vlivy marsovského počasí, kdy zde byla pozorována „sněhová“ pokrývka z oxidu uhličitého a celá oblast vykazuje důkazy o dřívější ledovcové činnosti (eskery, horny, morény, kettles atd.)